# Eski-Kermen
Eski-Kermen (en ukrainien : Ескі-Кермен et en russe : Эски-Кермен est une ancienne forteresse troglodyte de l'Empire byzantin située au sud-ouest de la Crimée. Il est situé sur un mont de 1Km par 200m. C'est un village forteresse du VIe siècle,.La cité fait partie de la liste indicative au titre du Paysage culturel des villes troglodytes de la Gothie de Crimée.

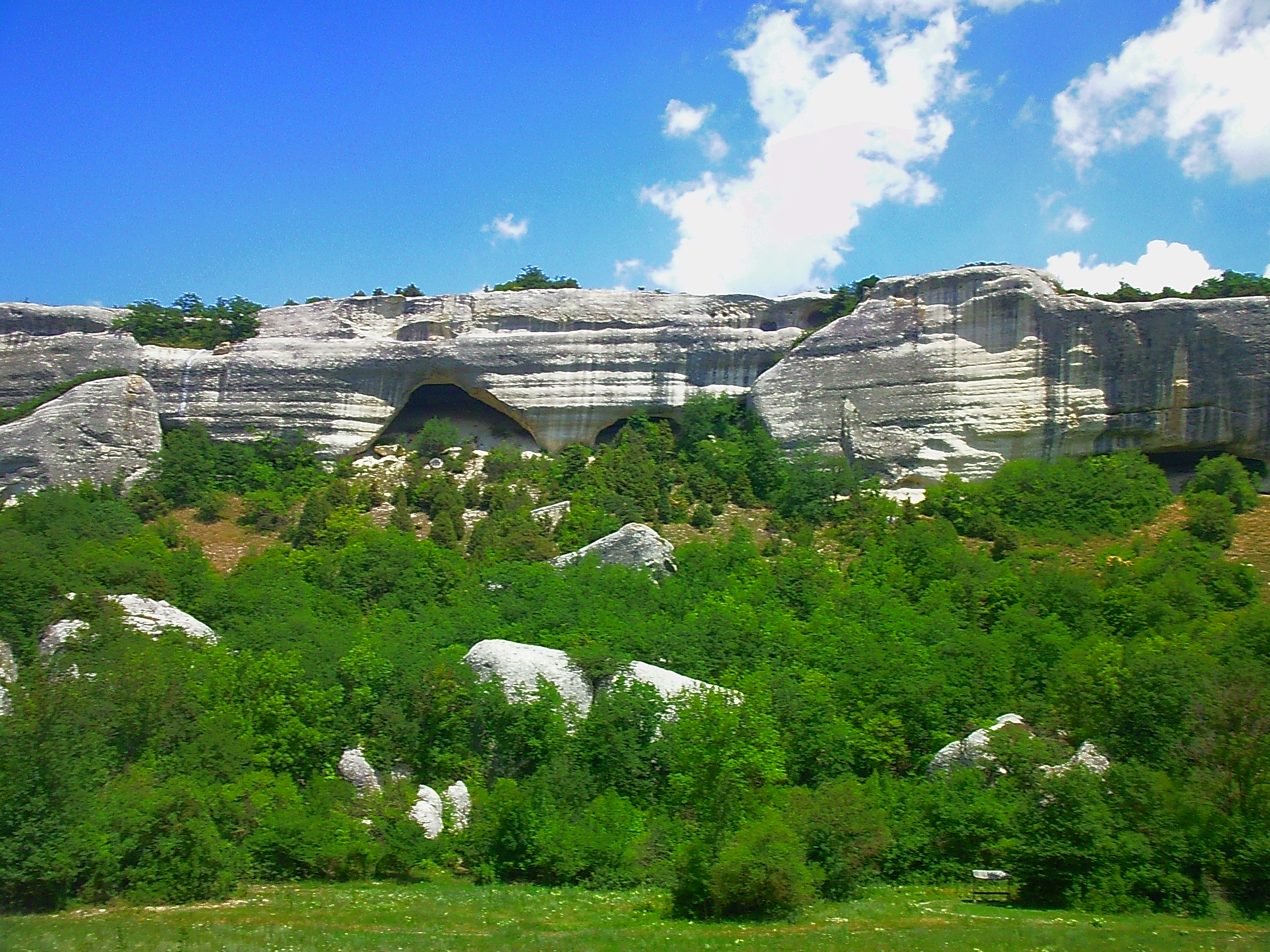
Le site de Eski-Kermen classé[3].
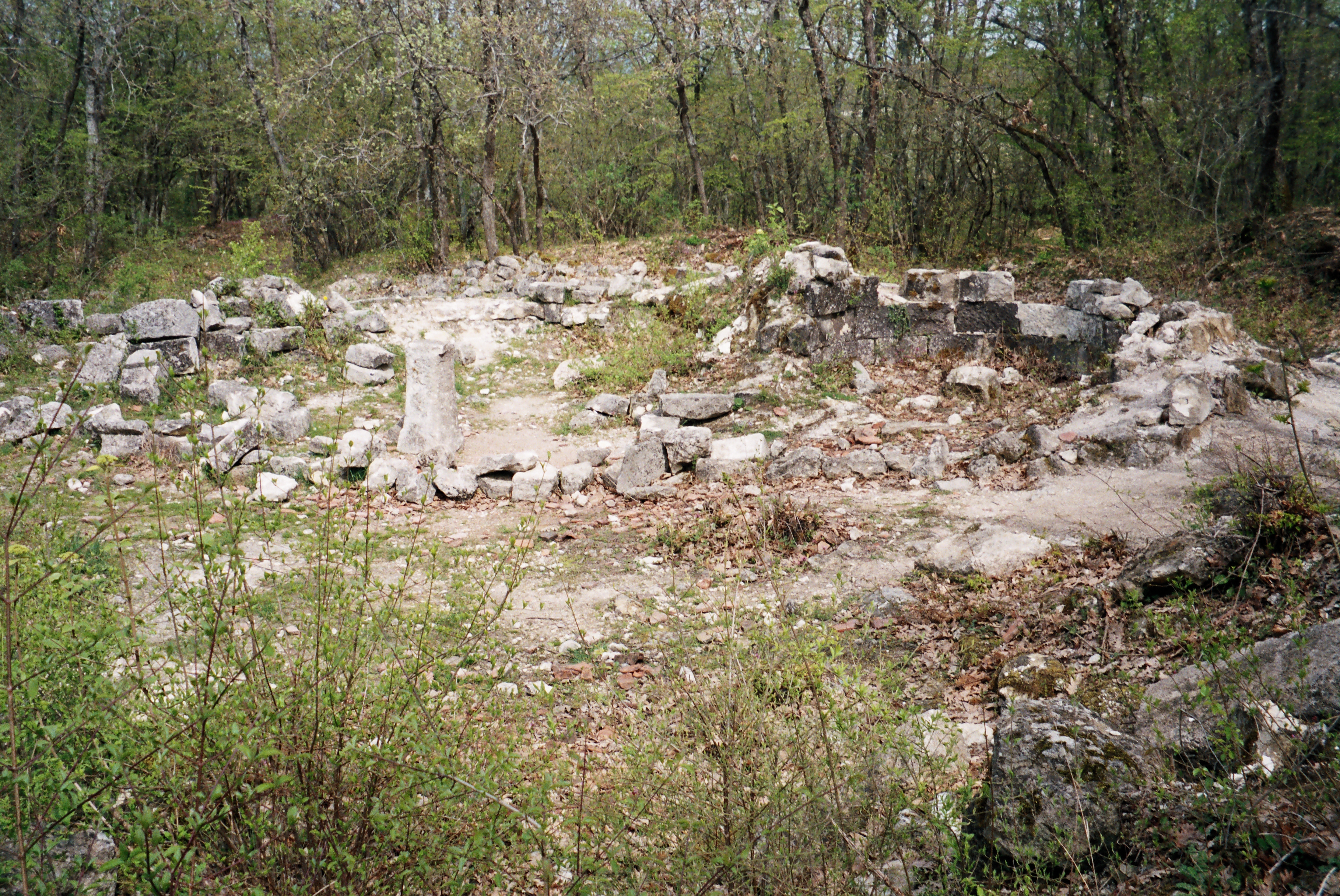
Ruines de la basilique classées[4],
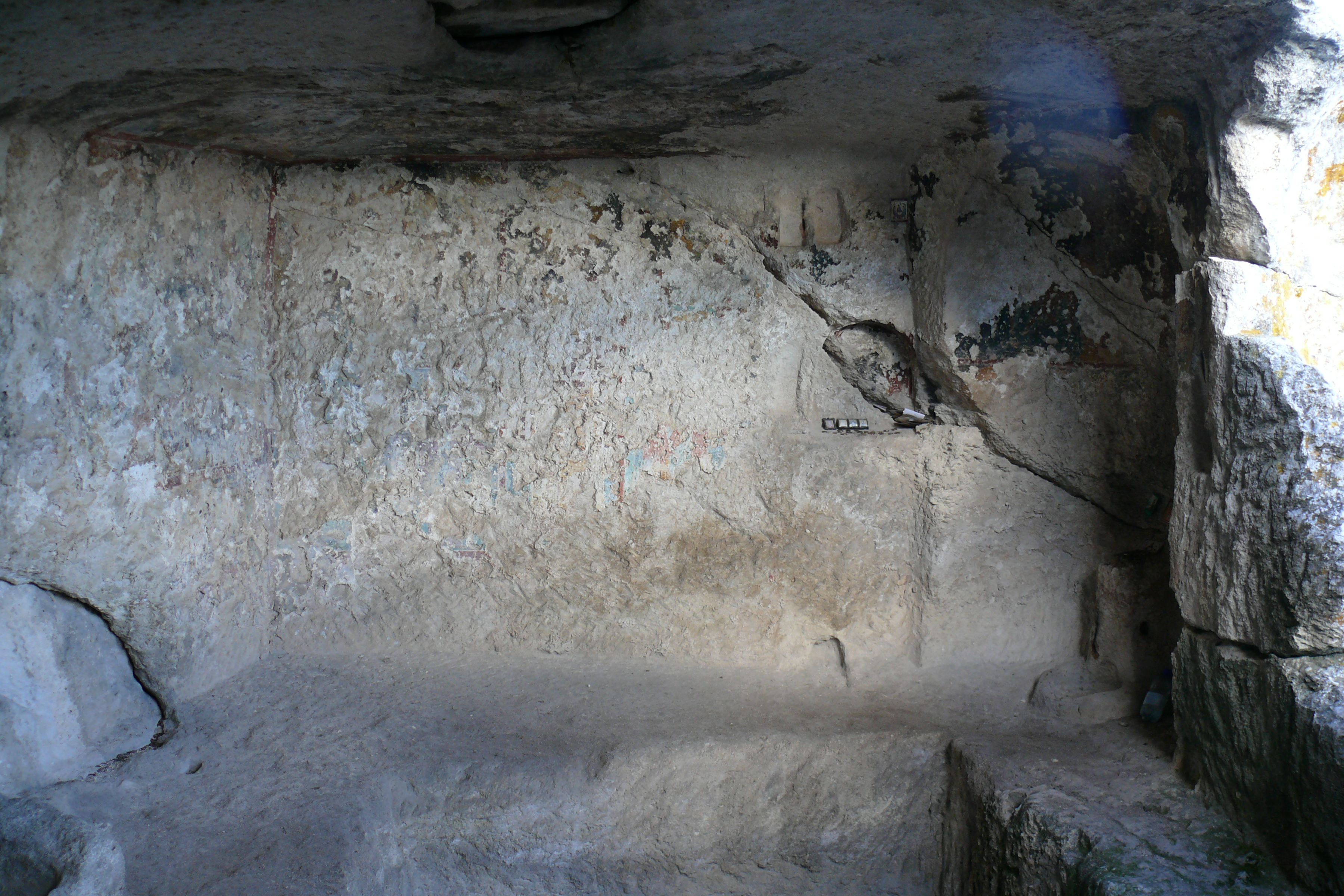
L'église de la Dormition classé[5],
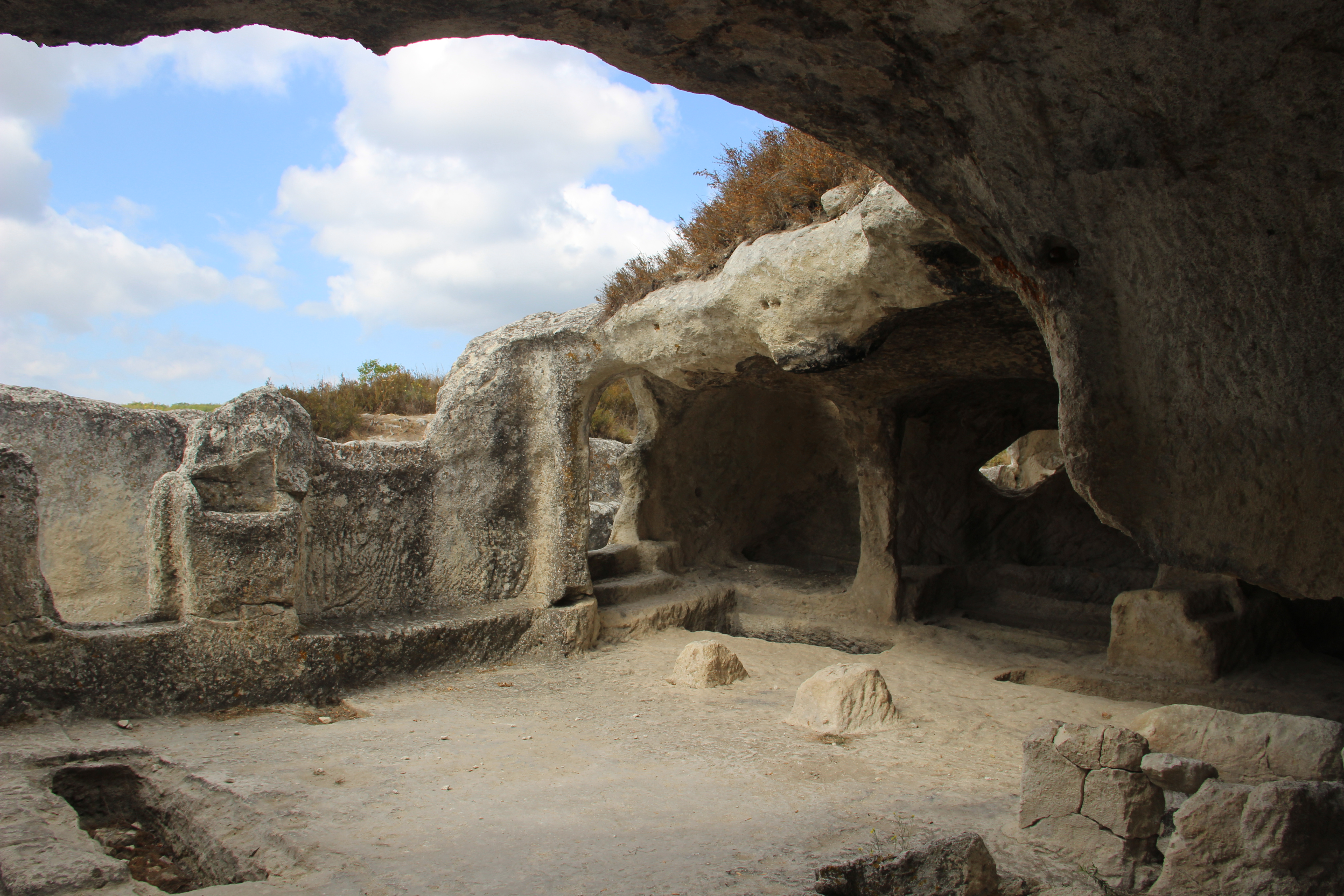
l'église du sud classé[6],
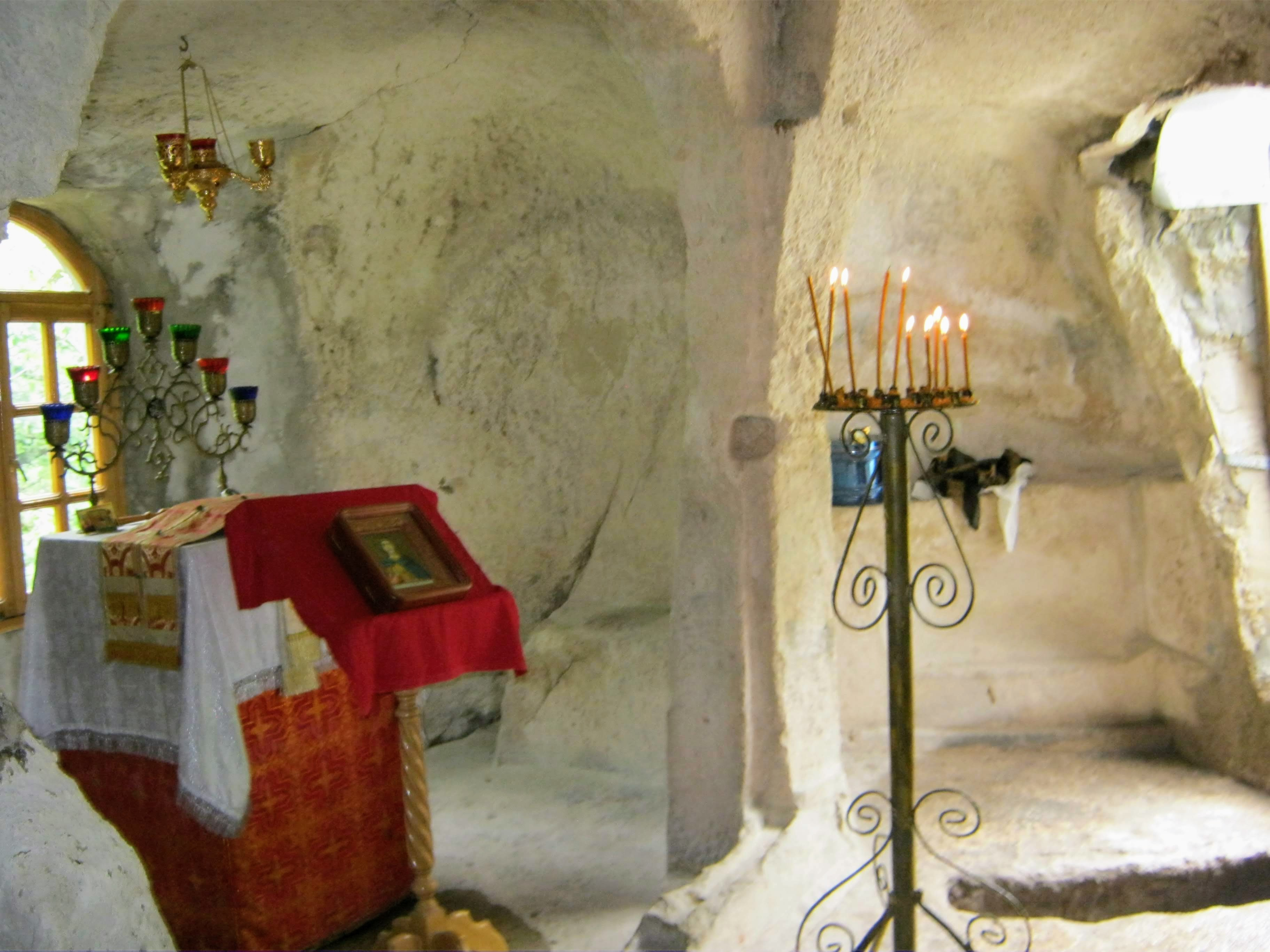
l'église des trois cavaliers classé[7].